# Bataille de La Rochelle (1419)
Pour les articles homonymes, voir Bataille de La Rochelle.
Guerre de Cent Ans
Batailles
La bataille de La Rochelle est une bataille navale qui s'est déroulée le 30 décembre 1419, et qui a vu la victoire d'une flotte castillane face à une flotte anglo-hanséatique,,. La bataille est célèbre car c'est la première fois que des canons sont utilisés par une flotte de la couronne de Castille.